# Waldo Ponce
Waldo Alonso Ponce (Los Andes, 4 december 1982) is een Chileens betaald voetballer die als verdediger speelt. Hij komt sinds 2012 weer uit voor Universidad de Chile, de club waar hij in 2001 zijn profloopbaan begon.

## Clubcarrière
Ponce kwam in het seizoen 2003-2004 op huurbasis uit voor de Duitse club VfL Wolfsburg, maar speelde daar slechts vijf duels. Hij maakte zijn debuut in de Bundesliga op de zesde speeldag, toen trainer Jürgen Röber hem na 76 het veld instuurde voor Fernando Baiano in de wedstrijd tegen 1. FC Köln.

## Interlandcarrière
Onder leiding van bondscoach Nelson Acosta maakte Ponce zijn debuut voor het Chileens voetbalelftal op 27 april 2006 in de vriendschappelijke wedstrijd tegen Nieuw-Zeeland (1-0) in La Calera. Hij moest in dat duel na 58 minuten plaatsmaken voor Mauricio Zenteno. Ook aanvaller Alexis Sánchez (Cobreloa) maakte in die wedstrijd zijn debuut voor de Chileense A-ploeg. Ponce  nam met zijn vaderland deel aan het WK voetbal 2010 in Zuid-Afrika en de strijd om de Copa América 2011 in buurland Argentinië.

## Erelijst
Vélez Sarsfield
- Primera División

2009-C
 CD Universidad Católica
- Primera Divisiòn

2010